# Olival
Olival es un centro poblado del municipio de Suaita, ubicado al sur de Santander, Colombia en el territorio de la Hoya del río Suárez. Perdió la categoría de municipio en el año 1827. 